# Amandine Mengin
Pour les articles homonymes, voir Mengin.
Amandine Mengin, née le 3 octobre 2004, est une biathlète française.

## Carrière
Amandine Mengin fait ses premiers pas internationaux à l'âge de 17 ans, en mars 2022, au Festival olympique d'hiver de la jeunesse européenne à Vuokatti où elle obtient la médaille de bronze de l'individuel. Après deux saisons sur le circuit national des jeunes, elle est sélectionnée pour la Junior Cup de l'IBU en décembre 2024. Elle pointe en tête du classement général à l'issue des deux premières étapes, ce qui lui vaut d'accéder à l'échelon supérieur, en IBU Cup, dès le début du mois de janvier 2025. Elle fait des débuts remarqués sur l'étape d'Arber qui comprend trois courses, en remportant le premier sprint, puis en terminant deuxième du deuxième sprint et enfin en remportant la poursuite. À la fin de ce premier mois, elle est sélectionnée pour les championnats d'Europe à Martell-Val Martello où elle décroche une 4e place sur l'individuel puis  remporte la médaille d’argent du sprint derrière la Suédoise Anna-Karin Heijdenberg et devant la Lettone Baiba Bendika. Elle fait partie du relais féminin (avec Camille Bened, Sophie Chauveau et Gilonne Guigonnat) qui remporte la médaille d'argent derrière l'équipe allemande et devant l'équipe italienne.
Elle est sélectionnée pour les championnats du monde juniors 2025 à Östersund où elle décroche la médaille d'argent sur l'individuel derrière Célia Henaff et devant Fabiana Carpella et la médaille de bronze sur le sprint derrière Anna Andexer et Sara Andersson. Elle décroche une seconde médaille d'argent sur le relais mixte avec Voldiya Galmace-Paulin, Gaëtan Paturel et Edgar Geny derrière l'équipe allemande et devant l'équipe autrichienne. Elle remporte enfin la médaille d'or du relais avec Célia Henaff, Voldiya Galmace-Paulin et Anaëlle Bondoux devant l'Allemagne et la Norvège. Désignée par l'IBU meilleure biathlète des mondiaux juniors, elle gagne le droit de participer à l'étape finale de la coupe du monde à Oslo où, le 21 mars 2025, elle dispute donc sa première épreuve au plus au niveau. Elle se classe soixante-quatrième du sprint et ne parvient pas à se qualifier pour la poursuite.

## Palmarès

### Coupe du monde

#### Résultats détaillés en Coupe du monde
| Résultats détaillés en Coupe du monde | Résultats détaillés en Coupe du monde | Résultats détaillés en Coupe du monde | Résultats détaillés en Coupe du monde | Résultats détaillés en Coupe du monde | Résultats détaillés en Coupe du monde | Résultats détaillés en Coupe du monde | Résultats détaillés en Coupe du monde | Résultats détaillés en Coupe du monde | Résultats détaillés en Coupe du monde | Résultats détaillés en Coupe du monde | Résultats détaillés en Coupe du monde | Résultats détaillés en Coupe du monde | Résultats détaillés en Coupe du monde | Résultats détaillés en Coupe du monde | Résultats détaillés en Coupe du monde | Résultats détaillés en Coupe du monde | Résultats détaillés en Coupe du monde | Résultats détaillés en Coupe du monde | Résultats détaillés en Coupe du monde | Résultats détaillés en Coupe du monde | Résultats détaillés en Coupe du monde | Résultats détaillés en Coupe du monde | Résultats détaillés en Coupe du monde | Résultats détaillés en Coupe du monde | Résultats détaillés en Coupe du monde | Résultats détaillés en Coupe du monde |
| Saison                                | 1                                     | 2                                     | 3                                     | 4                                     | 5                                     | 6                                     | 7                                     | 8                                     | 9                                     | 10                                    | 11                                    | 12                                    | 13                                    | 14                                    | 15                                    | 16                                    | 17                                    | 18                                    | 19                                    | 20                                    | 21                                    | 22                                    | 23                                    | 24                                    | 25                                    | Classement                            |
| ------------------------------------- | ------------------------------------- | ------------------------------------- | ------------------------------------- | ------------------------------------- | ------------------------------------- | ------------------------------------- | ------------------------------------- | ------------------------------------- | ------------------------------------- | ------------------------------------- | ------------------------------------- | ------------------------------------- | ------------------------------------- | ------------------------------------- | ------------------------------------- | ------------------------------------- | ------------------------------------- | ------------------------------------- | ------------------------------------- | ------------------------------------- | ------------------------------------- | ------------------------------------- | ------------------------------------- | ------------------------------------- | ------------------------------------- | ------------------------------------- |
| 2024-2025                             |                                       |                                       |                                       |                                       |                                       |                                       |                                       |                                       |                                       |                                       |                                       |                                       |                                       |                                       | .                                     | .                                     | .                                     | .                                     |                                       |                                       |                                       |                                       |                                       |                                       |                                       |                                       |
| 2024-2025                             | SI                                    | SP                                    | MS                                    | SP                                    | PU                                    | SP                                    | PU                                    | MS                                    | SP                                    | PU                                    | IN                                    | MS                                    | SP                                    | PU                                    | SP                                    | PU                                    | IN                                    | MS                                    | SP                                    | PU                                    | IN                                    | MS                                    | SP 64e                                | PU                                    | MS                                    |                                       |

### Championnats d'Europe
| Édition / Épreuve         | Individuel | Sprint                    | Poursuite | Relais                    |
| ------------------------- | ---------- | ------------------------- | --------- | ------------------------- |
| Martell-Val Martello 2025 | 4e         | Médaille d'argent, Europe | 13e       | Médaille d'argent, Europe |

Légende:
- : deuxième place, médaille d'argent

### IBU Cup
- 7e du classement général en 2025.
- 4 podiums individuels : 2 victoires et  2 deuxièmes places.

 Dernière mise à jour le 14 mars 2025 

#### Podiums individuels en IBU Cup
| Podiums individuels en IBU Cup | Podiums individuels en IBU Cup | Podiums individuels en IBU Cup | Podiums individuels en IBU Cup | Podiums individuels en IBU Cup | Podiums individuels en IBU Cup |
| n°                             | Saison                         | Date                           | Lieu                           | Épreuve                        | Résultat                       |
| ------------------------------ | ------------------------------ | ------------------------------ | ------------------------------ | ------------------------------ | ------------------------------ |
| 1                              | 2024-2025                      | 09-01-2025                     | Arber                          | Sprint 7,5 km                  | Médaille d'or                  |
| 2                              | 2024-2025                      | 11-01-2025                     | Arber                          | Sprint 7,5 km                  | Médaille d'argent              |
| 3                              | 2024-2025                      | 12-01-2025                     | Arber                          | Poursuite 10 km                | Médaille d'or                  |
| 4                              | 2024-2025                      | 31-01-2025                     | Martell-Val Martello           | Sprint 7,5 km (Ch. Europe)     | Médaille d'argent              |

### Championnats du monde juniors
| Mondiaux / Épreuve | Cat.    | Individuel        | Sprint             | Mass start 60 | Relais        | Relais mixte      |
| 2025 Östersund     | Juniors | Médaille d'argent | Médaille de bronze | 4e            | Médaille d'or | Médaille d'argent |

Légende :
- : deuxième place, médaille d'argent
- : troisième place, médaille de bronze

### Festival olympique d'hiver de la jeunesse européenne
| Édition / Épreuve | Individuel         | Sprint | Relais mixte  |
| 2022 Vuokatti     | Médaille de bronze | 8e     | Médaille d'or |

Légende :
- : première place, médaille d'or
- : troisième place, médaille de bronze